# Acanthocladus brasiliensis
Acanthocladus brasiliensis es una especie de Magnoliopsida del género Acanthocladus, de la familia Polygalaceae, del orden Fabales.

## Distribución
Acanthocladus brasiliensis se distribuye Brasil (Mato Grosso do Sul, Sao Paulo, Paraná); Paraguay (Cordillera).

## Taxonomía
Fue descrita científicamente por Klotzsch ex Hassk. Fue publicado por primera vez en  Miq. Ann. Mus. Lugd. Bat. 1: 184.